# رمانس (عشق)

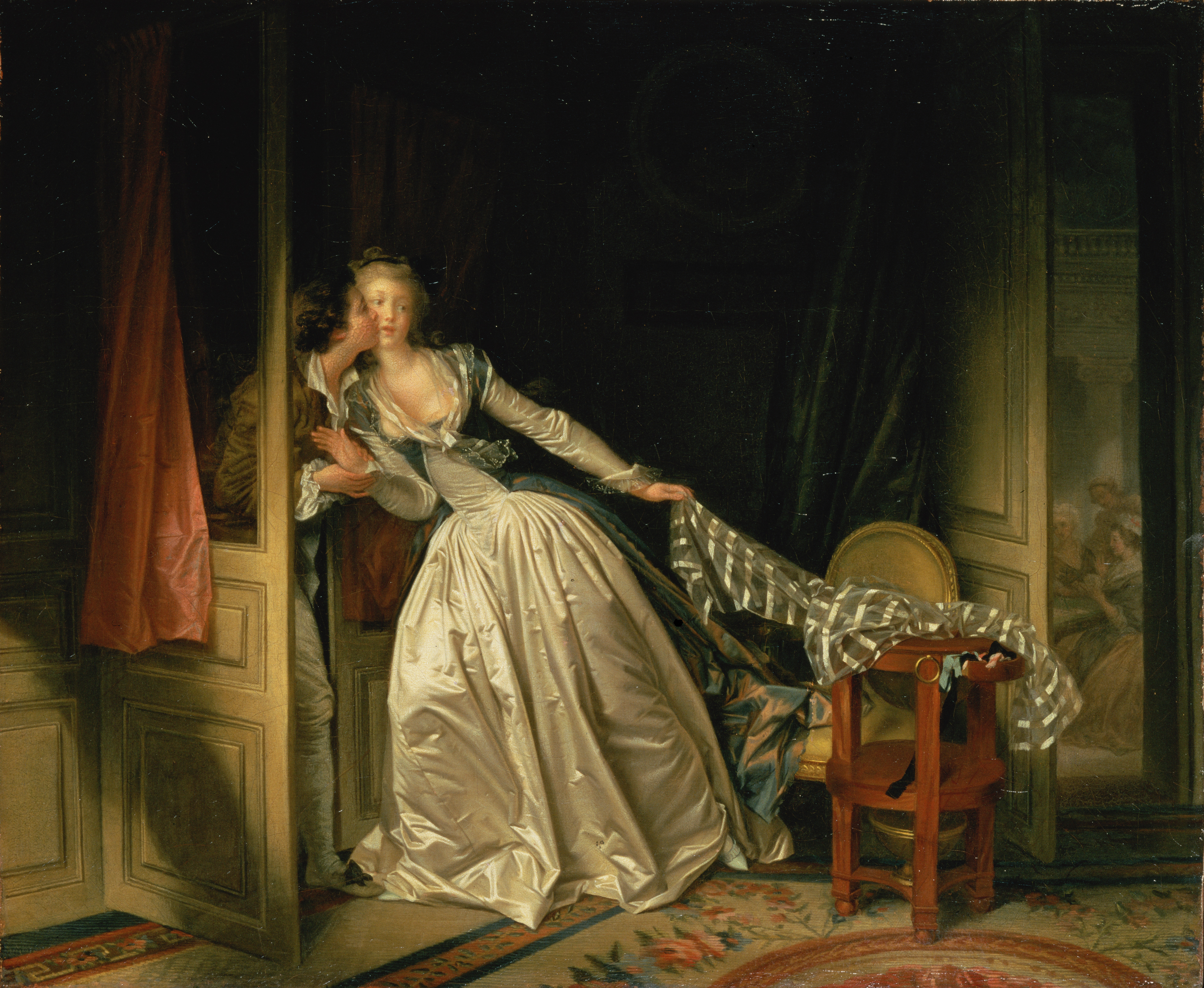
بوسه دزدکی اثر ژان اونوره فراگونارد (۱۷۸۶)

رمانس یا احساس عاشقانه نوعی احساس و ارتباط عاشقانه است که نسبت به دیگری به‌طور عاطفی برقرار می‌شود.
در اوایل قرون وسطی به معنی زبان‌های محلی جدیدی بود که از زبان لاتین مشق می‌شد. رمانس همچنین به معنی کتابهایی بود که از لاتین ترجمه و یا به این زبان‌های محلی نوشته می‌شد. در قرن‌های نخستین میلادی، قصه‌های خیالی منظوم و منثور را که شرح حادثه‌ها و شخصیت‌های غیرعادی، صحنه‌های عجیب و غریب، ماجراهای شگفت‌انگیز، عشق‌های احساساتی و پرشور و اعمال سلحشورانه بود، «رمانس» می‌نامیدند. شخصیت‌های رمانسی مظهر یکی از قشرهای اجتماعی یا نماد یکی از ارزش‌ها یا ضدارزش‌های جامعه و زمانه خاصی هستند که در آن زندگی می‌کنند، یا بهانه‌ای برای موقعیت‌های مختلف، از بلاهت آمیز و طماعانه گرفته تا عاشقانه و مفرّح هستند.
رمانس، جهان با شکوه شوالیه گری را به نمایش می‌گذارد و بیشتر قصه‌های خیالی است که جنبه سرگرم‌کننده دارد و به قهرمان‌های اصیل زاده‌ای اختصاص می‌یابد که از واقعیت‌های زندگی روزمره به دور بوده‌اند و به ماجراهای عاشقانه اغراق‌آمیز دلبسته و در راه رسیدن به محبوب، به اعمال جسورانه دست می‌زدند و با جادوگران و شخصیت‌های شریر می‌جنگیدند.
«رمانس» به ندرت دارای محتوای اخلاقی و تعلیمی است و به کلی متفاوت از اسطوره است. نام شخصیت‌های رمانتیسم قهرمانان و شخصیت‌های اصلی آن نام‌های خیر و شرّ بوده و هر شخصیت، متناسب با نام خود عمل می‌کند. در داستان‌های دوره رمانس و افسانه، نام گذاری به طریق مستقیم یا تمثیلی بود، یعنی نام عنوانی بود که به‌طور مستقیم به ویژگی‌های شخصیت اشاره می‌کرد.
شکل «رمانس» تحت تأثیر قصه‌های «هزار و یک شب» به‌وجود آمد و در قرن دوازدهم در فرانسه رونق گرفت و به کشورهای دیگر راه یافت. «رمانس» در ابتدا شعر روایتی بود و بعد به تدریج به نثر گرایید و عمومیت بیشتری یافت.
به گفته «نورتروپ فرای» رمانس با شخصیت‌هایی سر و کار دارد که نیروها و توانایی‌هایشان از انسان عادی فراتر است امّا به پای خدایان نمی‌رسد.
رمانس‌ها وجوه اشتراکی بسیاری، هم از نظر ساختاری و هم از نظر معنایی، با قصه‌های بلند فارسی دارند امّا خاستگاهشان، وجود قهرمان‌های اشرافی و درباری در آنها و سبک فاخرشان آنها را از قصه‌های بلند فارسی متفاوت می‌کند «آلیس در سرزمین عجایب» اثر لوئیس کارول را یک رمانس می‌توان به حساب آورد.

## انواع رمانس
- رمانس روستایی که به نثر و معمولاً طولانی
- رمانس شوالیه گری: قصه ماجرا جویانه قرون وسطایی و غالباً منظوم
- رمانس‌های عاشقانه
- رمانس‌های تاریخی

## عشق در سخن بزرگان
- عشق تنها قدرتی است که می‌تواند دشمن را به دوست تبدیل کند. مارتین لوترکینگ
- عشق یک راز بی پایان است زیرا چیز دیگری نمی‌تواند آن را توضیح دهد. رابیندرانات تاگور
- جایی که عشق حضور دارد خدا حضور دارد. گاندی
- عشق در واقع قدرت زندگی است، یک نوع تکامل، سرشاری و نوعی یکپارچگی از زندگی. توماس مرتون
- عشق جواب است و شما بی شک آن جواب را می‌دانید. عشق گلی است که باید بگذارید رشد کند. جان لنون
- زندگی همانند بازی است و عشق حقیقی جایزه آن است. روفوس وینرایت
- عشق باعث چرخش کره زمین نمی‌شود بلکه کاری می‌کند که این چرخش ارزشمند شود. فرانکلین جونز